# Єгоров Юрій Євгенович
Юрій Євгенович Єгоров — український радянський дипломат. Надзвичайний і Повноважний Посол СРСР. Постійний Представник Української РСР у Відділенні ООН і міжнародних організаціях в Женеві (1967–1972). Кандидат історичних наук.

## Біографія
У 1966 році був Генеральним секретарем делегації УРСР на черговій сесії Генеральної Асамблеї ООН, яку очолював заступник Голови Ради Міністрів УРСР Петро Тронько.
Працював начальником Відділу преси Міністерства закордонних справ Української РСР. З 1967 по 1972 рр. — Постійний представник УРСР при Відділенні ООН та інших міжнародних організаціях в Женеві.
У 1972 році був звільнений з посади постійного представника, та повернувся до українського МЗС де пропрацював там до самої пенсії, підготувавши чимало досвідчених українських дипломатів та консулів.
Як повідомляє український дипломат В'ячеслав Лузін, причиною звільнення Юрія Єгорова з посади стала ситуація, яка склалася в результаті поїздки дружини першого секретаря ЦК Компартії України Іраїди Шелест до Женеви. Керівник радянського представництва Зоя Миронова вирішила зустріти Іраїду Шелест, як дружину члена Політбюро ЦК КПРС, не зважаючи на статус дружини першого секретаря ЦК Компартії України. Коли Петро Юхимович Шелест дізнався, що керівник українського представництва в Женеві не брав участі у зустрічі його дружини, то негайно його звільнив.